# Проспект Женис (Астана)

## Расположение
Соединяет Театр юного зрителя «Жастар» и центральный стадион имени Кажимукана Мунайтпасова.
Проспект победы пересекают 9 улиц и проспектов: Улица Алии Молдагуловой, Улица Московская, Проспект Богенбая, Улица Жангельдина, Улица Сейфуллинна, Проспект Абая, Улица Кенесары, Улица Бигельдинова.

## Объекты, находящиеся на проспекте Женис
- Агротехнический университет имени Сакена Сейфуллина
- Национальная Академия Музыки
- Новая Площадь
- Министерство Юстиции

## Автобусные остановки
На проспекте шесть остановок: Театральная, Аграрная, Юбилейная, Музыкальная, Дом обуви, Юстиционная.